# Matchbox Car
Matchbox Car is een Engelstalige single van de Belgische band The Scabs uit 1983.
De B-kant van de single was het liedje Rock Rebel.
Het nummer verscheen op het album Here's To You, Gang uit 1983.

## Meewerkende artiesten
- Muzikanten:
  - Franky Saenen (drums)
  - Guy Swinnen (gitaar, zang)
  - Robert Bergen (basgitaar)
  - Marc Van Binst (gitaar, backing vocals)